# اعتراضات کارگری ۱۳۹۷ خوزستان
اعتراضات کارگری ۱۳۹۷ خوزستان به مجموعه‌ای مداوم از اعتراضات صنفی کارگران  در شهرستان شوش و اهواز گفته می‌شود که در سال ۱۳۹۷ در ایران رخ داد. این اعتراضات در قالب اعتصاب سراسری، برپایی تظاهرات و راهپیمایی صورت گرفت. در ماه آبان و آذر این اعتراضات گسترده‌تر شده و به اوج خود رسید. مرکز این اعتراضات عمدتاً در شهرهای شوش و اهواز و با محوریت کارگران شرکت کشت و صنعت نیشکر هفت‌تپه و شرکت ملی فولاد ایران (اهواز) بود. با این وجود اعتراضات پراکنده‌ای هم توسط کارگران دیگر شهرها در خوزستان به وقوع پیوست. در جریان این اعتراضات چندین تن از کارگران بازداشت شدند. در بهار این سال کارگران اهل اهواز چندین هفته متوالی دست به اعتراض و اعتصاب زدند، که بازداشت ده‌ها نفر از آن‌ها را در پی داشت.
اسماعیل بخشی و مسلم آزمند  نمایندگان کارگران نیشکر هفت‌تپه و از اعضای ارشد سندیکای کارگران کشت و صنعت نیشکر هفت‌تپه و سپیده قلیان فعال مدنی در میان بازداشت‌شدگانی بودند که در اعتراضات کارگران این شرکت در شوش دستگیر شدند. بازداشت این کارگران موجی از همدردی دیگر قشرها را در پی داشت و منجر به گسترش و ادامه اعتراضات شد.
اعتراضات صنفی کارگران خوزستانی به ماه آذر گسترش یافت. در تاریخ ۳ آذر ۱۳۹۷ شهر اهواز شاهد اعتراضات گسترده کارگران شرکت ملی فولاد اهواز بود. گزارش‌های خبری از مرکز استان خوزستان در جنوب غربی ایران حاکی از حضور پرشمار معترضان در خیابان‌های این شهر بود. اعتراضات و راهپیمایی کارگران شرکت فولاد خوزستان با حضور قابل توجه و برخورد ماموران امنیتی و پلیس مواجه بود. اگرچه با وجود حضور ماموران امنیتی، معترضان در خیابان‌های اصلی شهر و مقابل استانداری خوزستان حاضر شدند. آن‌ها شعارهای اعتراضی سردادند. همچنین این کارگران از اعتراض کارگران شرکت نیشکر هفت‌تپه حمایت کردند. طبق روایت خبرگزاری کار ایران (ایلنا) شمار کارگران معترض شرکت فولاد حدود چهار هزار تن برآورد شده‌است.
در تاریخ ۳ آذر اعتراضات کارگران معترض نیشکر هفت‌تپه وارد بیستمین روز متوالی خود شد. آن‌ها در این روز دست به برگزاری راهپیمایی زدند. مسیر این راهپیمایی از مقر فرمانداری شوش به سمت میدان معلم این شهر بود. علی‌رغم آزادی دیگر کارگران معترض، اسماعیل بخشی از نمایندگان اصلی کارگران معترض و یک خبرنگار زن تا این تاریخ از زندان آزاد نشدند. وزارت کار ایران، اتهام بخشی را «امنیتی» خواند، و اعلام کرد که قادر نیست برای آزادی او کاری بکند. این شرکت در زمان حکومت پهلوی بنا شد. یکی از بزرگترین کارخانه‌های صنعتی استان خوزستان به‌شمار می‌رفت و تا دهه ۹۰ خورشیدی زیرمجموعه دولت بود. در سال ۱۳۹۴ با پیش‌پرداخت ۶ میلیارد تومان به دو شرکت خصوصی، این شرکت توسط سازمان خصوصی‌سازی به بخش خصوصی واگذار شد. کارگران این شرکت معتقدند که مشکلات صنفی آنان پس از واگذاری به بخش خصوصی شدت یافت.
در تاریخ یکشنبه ۱۸ آذر ۱۳۹۷ اعتصاب کارگران فولاد اهواز در نیمه نخست آذر از مرز یک ماه اعتصاب متوالی گذشت. کارگران شرکت نیشکر هفت‌تپه که برای مدتی از اعتصاب دست کشیده بودند، دوباره در این تاریخ دست به اعتراض زدند. اداره اطلاعات اهواز ۱۰ نفر از کارگران گروه ملی صنعتی فولاد اهواز را احضار و آنان را تهدید به برخورد امنیتی کرد. با این وجود کارگران در جریان این راهپیمایی با شعار «نه تهدید، نه زندان/ دیگه فایده نداره» و «کارگر زندانی آزاد باید گردد» به برخورد امنیتی با کارگران اعتراض کردند. کارگران خدمات شهری  شهرداری آبادان برای بار سوم از ماه شهریور دست از کار کشیدند. آن‌ها از جمع کردن زباله‌های شهر سر باز زدند که اعتراض شهروندان را نیز به دنبال داشت.

## شرح اعتراضات

### شوش
در شهر شوش صدها تن از کارگران شرکت کشت و صنعت نیشکر هفت‌تپه (نیشکر هفت‌تپه) برای اولین بار در آذر ۱۳۹۶ در اعتراض به عدم پرداخت طولانی‌مدت دستمزدهایشان دست به اعتصاب زدند. سپس این اعتصاب‌ها در دی‌ماه نیز تکرار شد و همزمان با تظاهرات ۱۳۹۶ ایران رخ داد. این کارگران در ۱۳ ماه پیش از آن، تنها پنج ماه دستمزدشان را سر وقت گرفته بودند. سرانجام این اعتصاب‌ها در سال ۱۳۹۷ نیز تکرار شد. در اعتصابات آذر ۱۳۹۶، کنفدراسیون بین‌المللی کارگران صنایع مواد غذایی، کشاورزی و خدمات در بیانیه‌ای با از این اعتصاب پشتیبانی کرد. کنفدراسیون بین‌المللی کارگران صنایع مواد غذایی، کشاورزی و خدمات اشاره کرد که کارگران هفت‌تپه به دلیل پرداخت نشدن دستمزدشان گرسنه‌اند و نیاز به حمایت دارند. به نوشته بیانیه این کنفدراسیون، همه کارگران از جمله کارگران بازنشسته هفت‌تپه «همواره باید برای دریافت دستمزد و مستمری خود مبارزه کنند».
اعتصاب کارگران شرکت نیشکر هفت‌تپه در شهر شوش در آبان ۱۳۹۷ وارد مرحله تازه‌ای شد. این‌بار کارگران با جدیت بیشتری دست به اعتصاب و تظاهرات زدند. آن‌ها همسران و فرزندان خود را نیز به همراه خود به راهپیمایی‌ها آوردند. ویدئوهایی که از راهپیمایی هفت‌تپه منتشر شده نیز حاکی از حضور پررنگ زنان و کودکان است. آن‌ها با پلاکاردهای خود در این تجمع حاضر شدند. کارگران در روز جمعه ۲۵ آبان ۱۳۹۷ اعتراض‌هایشان به نماز جمعه شوش کشیده شد. کارگران سخنان امام جمعه را قطع کرده و پس از پشت کردن به او شعار «پشت به دشمن، رو به میهن» سردادند. همچنین آن‌ها در این روز به نشانه اعتراض تابوت نمادین شرکت نیشکر هفت‌تپه را در یک تشییع جنازه نمادین، تشییع کردند. آن‌ها در طول مسیر شعار «مرگ بر ستمگر/ درود بر کارگر» سر دادند. در روز ۲۶ آبان ۱۳۹۷ اعتراض‌ها وارد سیزدهمین روز خود شد. در این روز از اعتصاب، جمعیت زیادی در خیابان‌های شوش، در استان خوزستان، به حمایت از کارگران معترض تجمع کردند. در این اعتراض حضور چشمگیر نیروهای یگان ویژه نیروی انتظامی گزارش شده‌است. کانال خبری اتحادیه آزاد کارگران نیز شنبه صبح از ورود یک اتوبوس یگان ویژه به هفت‌تپه در نزدیکی شهرستان شوش و استقرار آن در پاسگاه نیروی انتظامی منطقه، و اعزام دو اتوبوس یگان ویژه نیروهای اهواز به شوش دانیال خبر داد. کارگران باز نشسته هفت‌تپه نیز شنبه ۲۶ آبان در بیانیه ای از اعتصاب کارگران حمایت کردند.
شرکت نیشکر هفت‌تپه در سال ۱۳۹۴ به بخش خصوصی واگذار شد. از آن زمان کارگران این شرکت به دلایلی اعم از «تعویق دستمزدها، سوءمدیریت و ابهام در قراردادهای کار با کارگران پیمانی، قراردادی و روزمزدی» دست به اعتراضات پیاپی زده‌اند. در پی ناکارآمدی مالکان جدید در مدیریت این شرکت، کارگران خواستار بازگرداندن آن به بخش دولتی شده‌اند. عمده مطالبات کارگران بر سر حقوق به تعویق افتاده آن‌ها بود. کارگران دلیل عدم پرداخت به‌موقع دستمزدهایشان را «بی‌کفایتی و عدم انسجام در گروه مدیریتی شرکت» عنوان کردند. به گفته اسماعیل بخشی یکی از نمایندگان کارگران شرکت کشت و صنعت هفت‌تپه، واگذاری شرکت به مالکان جدید «مبهم» است و آن‌ها از نام شرکت سوءاستفاده کرده و به دریافت «تسهیلات ارزی» برای خود پرداخته‌اند. بخشی باور داشت که به دلیل واگذاری شرکت به بخش خصوصی، «انسجام مدیریتی» از بین رفته‌است.
در روز یکشنبه ۲۴ آبان ۱۳۹۷ اعتصاب کارگران هفت‌تپه وارد چهاردهمین روز خود شد. در این روز خانواده کارگران هم همراه آن‌ها در اعتراضشان حضور پیدا کردند. کارگران همچون روزهای گذشته با شعارهایشان از حمایت دولت از مالکان شرکت -که به دلیل اختلاس متواری یا دستگیر شدند- انتقاد کردند. کارگران شعار دادند: «دولت، مختلس/ پیوندتان مبارک».
پانزدهمین روز از اعتراضات کارگران شرکت نیشکر هفت تپه روز دوشنبه ۲۸ آبان در حالی ادامه داشت که خبرها حاکی از بازداشت ۱۹ نفر از کارگران معترض از سوی دستگاه‌های امنیتی و انتظامی حکومت جمهوری اسلامی بود. اتحادیه کارگران «نیشکر هفت‌تپه» گزارش داد که بر اساس گفته خانواده‌های کارگران بازداشت شده، پرونده این افراد با اتهام «امنیتی» به شعبه اول دادیاری دادسرای عمومی و انقلاب شهرستان شوش ارجاع داده شده‌اند. در روز دادگاه تجمع کارگران معترض در جلوی دادگستری شوش موجب تعطیلی دادگاه و تعویق آن شد.
روز سه‌شنبه ۲۹ آبان ۱۳ نفر از بازداشتی‌های هفت‌تپه آزاد شدند. اما نمایندگان اصلی کارگران همچون اسماعیل بخشی و مسلم آزمند در میان آن‌ها نبودند. کارگران در ایران به ندرت اجازه یافته‌اند که در تشکیلات مستقل از حکومت سازمان‌یابی صنفی داشته باشند. در مواردی مثل سندیکای نیشکر هفت‌تپه و سندیکای شرکت واحد هم که آن‌ها توانسته‌اند تشکیلاتی برای بیان اعتراضاتشان بسازند، رهبران سندیکایی و فعالان کارگری با برخورد قضایی و امنیتی مواجه بوده‌اند.
در تاریخ ۳ آذر اعتراض کارگران معترض مجتمع هفت‌تپه وارد بیستمین روز متوالی خود شد. در ۳ آذر ماه کارگران این شرکت برای چندمین بار متوالی مسیر فرمانداری تا میدان معلم شهر شوش را راهپیمایی کردند. طبق گزارش ایلنا، کارگران با بیان اینکه تنها خروجی جلسات چند روز مسئولان پرداخت یک ماه از مطالبات مزدی آن‌ها بود، افزودند: «علاوه بر معوقات حقوقی، پرداخت حق سنوات خدمت، پرداخت هزینه بازنشستگی کارگرانی که با مشاغل سخت و زیان‌آور بازنشسته شده‌اند، عقد قرارداد با کارگران روزمزدی و اجرا نشدن طرح طبقه‌بندی مشاغل نمونه دیگری از خواسته‌های کارگران معترض است که هنوز برآورده نشده است.» از سوی دیگر مدیرکل حمایت از مشاغل و بیمه بیکاری وزارت کار و امور اجتماعی ایران اعلام کرد که تمام کارگران بازداشتی هفت‌تپه به جز یک نفر آزاد شدند. فرد بازداشتی دیگر یک خبرنگار زن است که آزاد نشده‌است. از چهار کارگر بازداشتی باقی‌مانده در هفت‌تپه همه کارگران بازداشتی به جز «اسماعیل بخشی» روز پنج شنبه آزاد شده‌اند. فرزانه زیلابی وکیل این کارگران می‌گوید: «این کارگران با قرار کفالت آزاد شده‌اند و روند رسیدگی به پرونده‌های آنان ادامه خواهد داشت.»
روز پنجشنبه ۷ آذر ۱۳۹۷ در بیست و پنجمین روز اعتصاب، مأموران امنیتی، علی نجاتی، از اعضای سندیکای کارگران شرکت نیشکر هفت تپه در منزل مسکونی اش بدون حکم بازداشت دستگیر شد. اسماعیل بخشی از نمایندگان کارگران شرکت، همچنان در بازداشت است و اخباری مبنی بر ضرب و شتم او در زندان وجود دارد.
روز شنبه ۱۰ آذر ۱۳۹۷ کارگران هفت تپه و فولاد اهواز در سطح شهرهای شوش و اهواز در اعتراض به برآورده نشدن مطالبات‌شان دست به تظاهرات زدند، آن‌ها همچنین خواستار آزادی کارگران زندانی و پرداخت دستمزدهای معوقه‌شان شدند کارگران شعار می‌دادند: «هیهات منا الذله»، «زندانی هفت تپه آزاد باید گردد»، «فولاد، هفت‌تپه، اتحاد اتحاد»، «سوریه را رها کن فکری به حال ما کن»، «این همه بی‌عدالتی هرگز ندیده ملتی»، «ما کارگران آهنیم ریشه ظلمو می‌کنیم»، «کارگر هفت تپه آزاد باید گردد»

### اهواز
در تاریخ شنبه ۱۴ مهر ۹۷ جمعی از کارگران اداره آب و فاضلاب روستایی استان خوزستان در اعتراض به پرداخت نشدن ۷ تا ۱۲ ماه حقوق خود، مقابل ساختمان اداره کل آب و فاضلاب روستایی در اهواز تجمع کردند. جمعی از کارگران اداره آب و فاضلاب روستایی استان خوزستان در اعتراض به پرداخت نشدن ۷ تا ۱۲ ماه حقوق خود، مقابل ساختمان اداره کل آب و فاضلاب روستایی در اهواز تجمع کردند.
در ماه‌های آغازین سال ۱۳۹۷  کارگران اهل اهواز چندین هفته متوالی دست به اعتراض و اعتصاب زدند، که بازداشت ده‌ها نفر از آن‌ها را در پی داشت.
در روز ۲۲ آبان گروه ملی صنعتی فولاد ایران (واحد اهواز) برای چهارمین روز متوالی مقابل ساختمان استانداری خوزستان و دفتر نماینده‌های مردم اهواز در مجلس تجمع کردند. آن‌ها اعلام کردند که پاسخی از جانب این نمایندگان دریافت نکردند.
گروه صنعتی ملی فولاد ایران مستقر در اهواز از بزرگترین مجتمع‌های فولاد در ایران و از مجموعه شرکت‌هایی بود که در جریان خصوصی‌سازی اموال دولتی به دست مالک خصوصی افتاد. این مالک خصوصی مه‌آفرید خسروی بود که مدتی پس از واگذاری این شرکت به دلیل فساد مالی به زندان افتاد و سپس به اعدام محکوم شد. پس از اعدام او، این شرکت در دوره‌های زمانی تحت مالکیت‌های گوناگون قرار گرفت. سرانجام مالکیت این گروه صنعتی برای دومین بار در اردیبهشت ۱۳۹۷ به بانک ملی ایران که یک بانک دولتی بود، سپرده شد. اما این بانک از پس اداره این شرکت بر نیامده و قادر به پرداخت دستمزدها و ادامه تولید نشد.
کارگران شرکت فولاد در اهواز، چهارشنبه ۳۰ آبان، برای چندمین روز متوالی با تجمع در خیابان اعتراضشان را ابراز کردند. آن‌ها با راهپیمایی به سمت استانداری خوزستان علیه وضعیت موجود شعار دادند. این کارگران شعار دادند: «ما کارگرهای فولاد، علیه ظلم و بیداد، می‌جنگیم، می‌جنگیم.»
این اعتراضات در ماه آذر ادامه یافت. در تاریخ ۳ آذر ۱۳۹۷ شهر اهواز شاهد اعتراضات گسترده کارگران شرکت ملی فولاد اهواز بود. گزارش‌های خبری از مرکز استان خوزستان در جنوب غربی ایران حاکی از حضور پرشمار معترضان در خیابان‌های این شهر بود. اعتراضات و راهپیمایی کارگران شرکت فولاد خوزستان با حضور قابل توجه و برخورد ماموران امنیتی و پلیس مواجه بود. این ماموران تلاش کردند مانع پیشروی معترضان شوند. اگرچه با وجود حضور ماموران امنیتی، معترضان در خیابان‌های اصلی شهر و مقابل استانداری خوزستان حاضر شدند. آن‌ها شعارهای اعتراضی سردادند. همچنین این کارگران از اعتراض کارگران شرکت نیشکر هفت‌تپه نیز حمایت کردند. طبق روایت خبرگزاری کار ایران (ایلنا) شمار کارگران معترض شرکت فولاد حدود چهار هزار تن برآورد شده‌است.
کارگران فولاد اهواز در روز دوشنبه ۵ آذر برای هفدهمین روز متوالی دست به ادامه اعتراض خود زدند.
اعتصاب کارگران فولاد اهواز در روز ۱۱ آذر ۱۳۹۷ وارد بیست و سومین روز خود شد. همچنین این کارگران برای هفدهمین روز در مقابل استانداری خوزستان تجمع کردند. در این اعتراض جمعی از دیگر شهروندان شامل زنان و دانشجویان به تجمع آن‌ها پیوستند. این معترضان در اعتراض بازداشت کارگران شعارهای حمایتی سردادند.
در روز ۱۷ آذر ۱۳۹۷ کارگران مجدد مقابل بانک ملی اقدام به تجمع کردند. به گفته برخی از فعالان کارگری نسبت به ادامه اعتراض از سوی ارگان‌های امنیتی تهدید شدند. این دور از اعتراضات وارد دومین ماه خود شده‌است.
در تاریخ ۱۹ آذر ۱۳۹۷ کارگران معترض شرکت فولاد در اعتراضات خود اقدام به پوشیدن کفن کردند. کفن پوش شدن این کارگران به نشانه نارضایتی از وضعیت شغلی خودشان در در سی و یکمین روز اعتراضاتشان بود. آن‌ها در این روز جلوی ساختمان دفتر نماینده رهبر ایران در این استان تجمع کردند. تصاویری که در این روز در شبکه‌های اجتماعی منتشر شده، نشان می‌دهد گروهی از معترضان خیابان مقابل دفتر محمدعلی موسوی جزایری را مسدود کرده‌اند. همچنین این بیست و سومین تجمع کارگران فولاد در مقابل مراکز دولتی این استان  بود.
اعتصاب و تظاهرات کارگران گروه ملی فولاد اهواز روز سه‌شنبه ۲۰ آذر ۹۷ در مقابل مراکز دولتی ادامه پیدا کرد. کارگران معترض با گردهمایی در برابر ادارات دولتی اهواز علیه سران نظام شعارهایی سر دادند. بنا به گزارش‌هایی که در رسانه‌های جمعی و فضای مجازی منتشر شده، کارگران صنایع فولاد در سی و دومین روز اعتصاب و بیست و چهارمین روز تجمع در مقابل مسجد جزایری، پایگاه نماینده ولی فقیه در خوزستان، مانند روز قبل به صورت کفن‌پوش تجمع کردند.
کارگران در روز شنبه ۲۴ آذر برای روز سی و ششم دست به برپایی اعتصاب سراسری زدند. آن‌ها پیش از آن به مسئولان شرکتی و دولتی تا همین روز اولتیماتوم داده بودند تا مشکلات آن‌ها را حل کنند. کریم سیاحی یکی از نمایندگان کارگران روز شنبه در جمع همکارانش  سخنرانی کرد. او از «از اهمیت اتحاد کارگران برای تحقق خواسته هایشان» سخن گفت.
اعتراض کارگران فولاد اهواز در روز یکشنبه ۲۵ آذر ۱۳۹۷ ادامه یافت. این سی و هفتمین روز اعتصاب کارگران معترض گروه ملی فولاد اهواز بود. این اعتراض با حضور گسترده نیروهای ضد شورش یگان ویژه ناجا روبرو شد. این نیروهای امنیتی از آن دسته از معترضانی که قصد حرکت به سمت مسجد جزایری، دفتر امام جمعه و نماینده ولی فقیه در اهواز را داشتند، جلوگیری به‌عمل آورد. این عمل نیروهای یگان ویژه نیروی انتظامی خشم و اعتراض کارگران را به دنبال داشت. این کارگران در مرکز شهر اهواز (خیابان نادری) تجمع کردند. آن‌ها به مسئولان دولتی هشدار دادند که اگر به مشکلات آن‌ها رسیدگی نکنند، تظاهراتشان را گسترده‌تر خواهند کرد. عبدالله درویشی، یکی از کارگران معترض در انتقاد به حضور این نیروها گفت: «ما نه تروریستیم، نه داعشیم، نه به جایی وصلیم، نه شاخه نظامی هستیم که جلومان صف کشیده اید.» این کارگران مقامات دولتی و شرکتی را تهدید کردند که در صورت عدم پاسخ‌دهی مناسب نسبت به خواسته‌هایشان، اعتراضات خود را به تهران نیز خواهند کشاند. طارق خلفی از دیگر نمایندگان کارگران معترض خطاب به نیروهای ضد شورش گفت: 
دیروز و امروز صفوف خود را در مقابل کارگر در مقابل حق‌طلبانی که بیش از ۵ سال است حقشان خورده شده نگه داشتید، صفوف شما باید در مقابل کسانی باشند که خوزستان را به نابودی کشاندند. امروز صفوف شما باید در مقابل مافیایی باشد که کشور را به یغما برده است. من کارگر گروه ملی ۵ سال است مقاومت می‌کنم.— طارق خلقی، 
روز دوشنبه ۲۶ آذر کارگران با وجود بازداشت‌ شماری از همکاران خود در شب گذشته به خیابان‌ها آمدند. کانال تلگرامی اتحادیه آزاد کارگران ایران با انتشار گزارشی اعلام کرد که کارگران گروه ملی فولاد اهواز در این روز و در سی و هشتمین روز اعتصاب خود در خیابان نادری اهواز تجمع کردند. ماموران امنیتی آن‌ها را محاصره کرده و با ایتکار تلاش کردند تا آن‌ها را از ادامه اعتراض بازدارند.
روز دوشنبه ۲۶ آذر ۹۷ نیروهای انتظامی – گارد ضد شورش و سپاه و اطلاعات در نقاط مختلف و حساس اهواز مستقر شدند ولی علیرغم این کارگران گفتند تا آزادی دستگیر شدگان و رسیدن به خواسته هایشان به تظاهرات ادامه می‌دهند.روز ۲۷ آذر تعداد بازداشت شدگان از مرز ۴۱ نفر گذشت.
در تاریخ ۴ دی ۱۳۹۷ کارگران شرکت فولاد مقابل ساختمان استانداری خوزستان در اهواز تجمع کردند. در این تجمع خانواده کارگران زندانی نیز حضور یافته و با در دست داشتن پلاکاردهایی خواستار آزادی بستگان خودشان شدند. خانواده این بازداشت‌شدگان در روز قبل (۳ دی) نیز دست به به برپایی تجمع در محل این استانداری زدند. روی پلاکاردهای آنان خواسته‌هایی همچون «پدرم را آزاد کنید» و «فرزندم را آزاد کنید» نوشته شده بود.

### کارگران دیگر شهرها
اعتراضات کارگری در خوزستان پیش از این در تمام هفته‌های آبان ۱۳۹۷ ادامه داشته‌است. جدای از اعتراضات کارگران شرکت‌های گروه ملی فولاد و شرکت نیشکر هفت‌تپه، کارگران پالایشگاه‌ها، پتروشیمی‌ها، شهرداری‌ها، از جمله کارگران خوزستانی هستند که اعتراض، تجمع یا اعتصاب کرده‌اند.

#### شادگان
کارگران شهرداری شادگان در صبح روز شنبه ۱۴ مهر ۹۷ صبح دست از کار کشیدند و در برابر در ورودی ساختمان شهرداری دست به تجمع زدند. آن‌ها ۲۳ اردیبهشت نیز در اعتراض به پرداخت‌نشدن ۹ ماه حقوق خود در برابر شهرداری دست به برپایی اعتراض و اعتصاب زدند. کارگران شهرداری‌های استان خوزستان که عموماً با شرکت‌های پیمانکاری قرارداد دارند، در بسیاری از نقاط ایران از جمله شهرهای مختلف استان خوزستان بارها نسبت به عقب‌افتادن حقوق‌شان دست به برپایی اعتراض زده‌اند.

#### آبادان
در تاریخ پنجشنبه ۸ آذر ۱۳۹۷، کارگران شهرداری آبادان برای سومین روز متوالی دست به اعتصاب زدند. آن‌ها در اعتراض عدم پرداخت دستمزدهای معوقه خود در جلوی ساختمان شهرداری تجمع کردند. به گفته این کارگران؛ بیش از ۲ هزار کارگر در مجموعه شهرداری آبادان و سازمان‌های وابسته به آن مشغول کار هستند که پرداخت مطالبات مزدی‌شان از شهریورماه به تأخیر افتاده‌است. در مقابل مسئولان شهرداری آبادان اعلام کردند که به دلیل پرداخت نشدن صورت وضعیت‌های مالی؛ امکان پرداخت به موقع مزد این کارگران را ندارند.
در یکشنبه ۱۸ آذر کارگران شهرداری آبادان دوباره دست به اعتصاب زدند. آن‌ها اینبار دست از کار کشیده و زباله‌های شهری را جمع نکردند. آن‌ها در اعتراض به پرداخت نشدن دستمزدهای معوقه خود اعتراض داشتند. معاون شهرداری آبادان در اینباره گفت که این اعتصاب اعتراض شهروندان آبادانی را در پی داشت. کارگران خدمات شهری شهرداری آبادان از سه تا شش ماه دستمزد پرداخت نشده داشتند. پیش از این آن‌ها در اعتراض به همین وضعیت بارها تجمع و اعتصاب کرده بودند.

#### بندر امام خمینی
در روز ۱۱ آذر ۱۳۹۷ کارگران خدمات شهری شهرداری بندر امام خمینی برای چهارمین بار در سال ۱۳۹۷ دست به اعتصاب و اعتراض زدند. این اعتراضات در اعتراض به عدم پرداخت دستمزدهای معوقه کارگران بود. علاوه بر عدم پرداخت حقوق، کارگران به وضعیت بیمه و اجرای طرح طبقه‌بندی مشاغل اعتراض خود را ابراز کردند.  این اعتراض‌ها در قالب تجمع در مقابل ساختمان شهرداری بود.

#### حمیدیه
در تاریخ ۱۷ آذر ۱۳۹۷  شهر حمیدیه نیز یک گروه بیست نفره از کارمندان شهرداری آن شهر دست به برپایی تظاهرات زدند. آن‌ها مقابل شهرداری تجمع کردند.

## بازداشت کارگران
در چهاردهمین روز اعتراض کارگران هفت‌تپه در آبان ۱۳۹۷ نمایندگان این کارگران به همراه شماری دیگر از کارگران بازداشت شدند. شمار این بازداشتی‌ها مجموعاً ۱۹ تن ذکر شده‌است. پس از انتشار ادعاها پیرامون بازداشت اسماعیل بخشی، «نماینده کارگران شرکت نیشکر هفت‌تپه» و دو نفر دیگر، استاندار خوزستان بازداشت چهار نفر را در ارتباط با این اعتراضات تأیید کرد. اگرچه او از این بازداشت شدگان نامی نبرد، اما سندیکای کارگران شرکت نیشکر هفت‌تپه روز یکشنبه ۲۷ آبان، خبر داد که اسماعیل بخشی، از نمایندگان کارگری این واحد صنعتی به همراه مسلم آرمند، یکی دیگر از نمایندگان کارگری و یک خبرنگار زن بازداشت و به اداره امنیت شهرستان شوش منتقل شدند.
علی‌رغم آزادی دیگر کارگران، در تاریخ ۳ آذر گزارش‌ها همچنان حاکی از عدم آزادی اسماعیل بخشی و یک خبرنگار زن بازداشت شده در جریان اعتراضات کارگران نیشکر هفت‌تپه بود. وزارت کار ایران، اتهام بخشی را «امنیتی» خواند، و اعلام کرد که قادر نیست برای آزادی او کاری بکند.
در تاریخ دوشنبه ۲۶ آذر برخی کاربران فضای مجازی اخباری مربوط به بازداشت شماری از کارگران معترض شرکت ملی فولاد اهواز منتشر کردند. بنابراین گزارش‌ها، این بازداشت‌ها در شامگاه یکشنبه ۲۵ آذر ۱۳۹۷ صورت پذیرفت. کسری غفوری مدیرعامل گروه ملی فولاد ایران در گفتگویی با خبرگزاری ایلنا این بازداشت‌ها را تأیید کرد. ایلنا اطلاعاتی مبنی بر تعداد این بازداشت‌ها ارائه نداد ولی  برخی کاربران در شبکه‌های اجتماعی تعداد کارگران بازداشتی را ۱۵ نفر ذکر کرده‌اند. به گزارش رسانه صدای آمریکا، این بازداشت‌ها با یورش شبانه نیروهای امنیتی به خانه این کارگران انجام گرفت. صدای آمریکا گفت که مشخص نیست که این کارگران به کجا منتقل شدند. این خبرگزاری اسامی ۱۵ تن از کارگران گروه ملی فولاد اهواز را  منتشر کرد که در جریان این یورش شبانه بازداشت شدند.  بر اساس این گزارش کارگران بازداشتی عبارت‌اند از: میثم علی قنواتی، عیسی مرعی، امین علوانی، مرتضی اکبریان، طارق خلفی، مسعود عفری، جعفر سبحانی، مصطفی عبیات، غریب حویزاوی، حسین داودی، کریم سیاحی، میثم آل‌ مهدی، حامد باصری، حافظ کنعانی، حامد جودکی. بر اساس این گزارش صدای آمریکا ورود نیروهای امنیتی به خانه کارگران بدون ارائه حکم قضائی بوده‌است. ماموران برای بازداشت کارگران بیشتری نیز اقدام کرده بودند اما به دلیل حضور نداشتن آن‌ها، موفق به بازداشت این کارگران نشدند. از سوی دیگر در این خبر گفته شد بسیاری از کارگران به ناچار شب را در خیابان‌های اهواز گذراندند تا مورد بازداشت قرار نگیرند.
ساعاتی بعد در عصر روز دوشنبه ۲۶ آذر اتحادیه آزاد کارگران ایران خبر داد که تعداد بازداشت‌شدگان معترض فولاد اهواز به ۳۱ تن رسیده‌است. کریم سیاحی و طارق خلقی دوتا از کارگران بازداشتی، در جریان اعتراضات ضمن سخنرانی میان همکاران خود از مسئولان شرکتی و دولتی انتقاد کرده بودند. اتحادیه آزاد کارگران اسامی این بازداشت‌شدگان را منتشر کرد. این کارگران بازداشت‌شده عبارت‌اند از: میثم علی قنواتی، عیسی مرعی، امین علوانی، مرتضی اکبریان، طارق خلفی، مسعود عفری، جعفر سبحانی، مصطفی عبیات، غریب حویزاوی، کریم سیاحی، حامد باصری، حافظ کنعانی، حامد جودکی، حسین داودی، کاظم حیدری، یاسر ابراهیمیان، مجید جنادله، کوروش اسماعیلی، علی عقبا، محسن بلوطی، محمد پور حسن، محسن پهباتی، سید حبیب طباطبائی، جاسم رومزی، علی اتمامی، سید علی جواد پور، جواد غلامی، عبدالرضا دستی، سید احمد سید نور، فریبرز شیخ رباط و احسان یوسفی.
در روز سه‌شنبه ۲۷ آذر منابع خبری گزارش دادند که شمار بازداشتی‌های کارگران معترض فولاد اهواز، با بازداشت ۱۰ کارگر دیگر به ۴۱ تن رسیده‌است. براساس برخی گزارش‌ها از فعالان کارگری، بازداشت‌شدگان به زندان مرکزی اهواز منتقل شده‌اند. این ماموران دلیل بازداشت این کارگران معترض را بیان نکرده‌اند.

### واکنش‌ها به بازداشت
در روز یک‌شنبه ۱۱ آذر ۱۳۹۷ کارگران شرکت فولاد اهواز در راهپیمایی اعتراضی خود ضمن سر دادن شعارهایی اعتراض خود را به ادامه بازداشت اسماعیل بخشی ابراز کردند. گروهی از مردم و دانشجویان نیز در این اعتراضات حضور داشتند. این بیست و سومین روز اعتصاب کارگران گروه ملی صنعتی فولاد اهواز و هفدهمین روز تجمع کارگران در مقابل استانداری خوزستان بود. گروهی از این معترضان با سردادن شعارهایی خواهان آزادی اسماعیل بخشی شدند که یکشنبه ۲۷ آبان همزمان با چهاردهمین روز اعتصاب کارگران نیشکر هفت‌تپه، همراه با چند کارگر دیگر بازداشت شد. آن‌ها شعارهایی در حمایت از بخشی سردادنند. «کارگر زندانی آزاد باید گردد» و «کارگر هفت‌تپه آزاد باید گردد» از جمله شعارهایی بودند که این معترضان در اعلام همبستگی با بخشی سردادند. همچنین در این رابطه میثم آل‌مهدی، نماینده کارگران معترض گروه فولاد ملی، در این راهپیمایی ضمن سخنرانی گفت:
کارگران یک بدن هستند. تمام کارگران یکی هستند. درد ما هم یکی است. کارگر این قدرت را دارد که حقش را بگیرد. آن زمان که کارگر یک برده بود تمام شد. امروز یک قدرتیم و این را ثابت می‌کنیم. دوستان ما در هفت تپه باید آزاد شوند.— میثم آل مهدی، نماینده کارگران معترض شرکت فولاد اهواز، 
جمعی از فعالان کارگری و سندیکایی در بیش از ۸۰ سندیکا و تشکل کارگری از کشورهای گوناگون جهان، در نامه‌ای سرگشاده به علی خامنه‌ای، رهبر جمهوری اسلامی ایران، خواهان آزادی فوری اسماعیل بخشی و دو زندانی دیگر شدند. آن‌ها در این نامه خواستار آزادی بی قید و شرط فعالان کارگری و مدنی زندانی در ایران شدند. این سندیکاها از حکومت ایران خواستند تا دست از - به گفته آن‌ها - «آزار و اذیت» و «سرکوب» سندیکالیست‌ها بردارد. امضاکنندگان این نامه از سندیکاهای مستقر در کشورهای مختلف اعم از فرانسه، ایتالیا، برزیل، اسپانیا، اندونزی، هائیتی، سنگال، مصر، پاراگوئه و فلسطین بودند.
محمود صادقی نماینده و کمیسیون آموزش و تحقیقات مجلس شورای اسلامی، در تاریخ ۹ آذر به بازداشت اسماعیل بخشی واکنش نشان داد. او ضمن اشاره به اصل ۲۷ قانون اساسی جمهوری اسلامی - مبنی بر آزادی تظاهرات بدون حمل سلاح - خواستار آزادی این زندانی شد. صادقی تجمعات را حق قانونی کارگران دانست و خواستار پرهیز حکومت از «برخورد امنیتی» با معترضان شد.
شیرین عبادی فعال حقوق بشر و برنده جایزه صلح نوبل نسبت به بازداشت اسماعیل بخشی و سپیده قلیان واکنش نشان داد. او در تاریخ ۱۹ آذر ۱۳۹۷ در قالب یک نامه از جاوید رحمان گزارشگر ویژه سازمان ملل در امور ایران، از او خواست که موجبات آزادی زندانیان نامبرده را فراهم آورد. به گزارش وب‌سایت کانون مدافعان حقوق بشر، عبادی در این نامه با اشاره به اعتراض‌های کارگران نیشکر هفت‌تپه در هفته‌های اخیر و بازداشت اسماعیل بخشی و سپیده قلیان، نوشت: «با استفاده از کلیه امکانات موجود نسبت به آزادی کارگران زندانی و فراهم نمودن امکانات درمانی برای افراد نامبرده اقدام فرمایید.»
معاون سخنگوی وزارت امور خارجه آمریکا در رابطه با بازداشت کارگران فولاد اهواز اعلام کرد: «ایالات متحده از خواسته‌های به‌حق آنها حمایت می‌کند. ایرانیان شایسته آنند که در آرامش و با عزت زندگی کنند.»
سندیکای شرکت واحد اتوبوسرانی تهران و حومه بازداشت کارگران فولاد اهواز را محکوم کرده و خواستار آزادی آن‌ها شد.

## شعارها
در اعتراضات ۳ آذر کارگران گروه ملی فولاد اهواز شعارهایی علیه دولت سر دادند. طبق ویدئوهای منتشر شده در شبکه‌های اجتماعی، کارگران گروه ملی فولاد اهواز در تجمع اعتراضی خود شعارهایی همچون: «دولت، مافیا، پیوندتان مبارک»، «همشهری باغیرت حمایت حمایت» و «ما کارگران فولاد، علیه ظلم و بیداد می جنگیم می جنگیم» را فریاد زدند.
در اعتراضات تاریخ ۱۱ آذر ۱۳۹۷ در اهواز کارگران به همراه جمعی از دیگر شهروندان و دانشجویان شعارهایی اعتراضی سر دادند. همچنین کارگران معترض فولاد اهواز شنبه ۱۰ آذر هم با شعارهایی مانند «اسلامو پله کردین، مردمو ذله کردین» در خیابان‌های اهواز راهپیمایی کرده بودند.
«اسماعیل رو گرفتن، ما همه بخشی هستیم» از شعارهایی بود که کارگران معترض هفت‌تپه در اعتراضات خود به قصد پشتیبانی از آزادی اسماعیل بخشی سر دادند. 

کارگران فولاد اهواز در تظاهرات شعارهای زیر را می‌گفتند: «اهواز شده فلسطین - مردم چرا نشستید»، «اسلام را پله کردند - مردم را ذله کردند»، «دشمن ما همین‌جاست - دروغ می‌گن آمریکاست»، «حسین حسین شعارشون - دزدیا افتخارشون»، «صدای هر کارگر - مرگ بر ستمگر»، «این‌همه بی عدالتی - هرگز ندیده ملتی»، «نصر من الله و فتح قریب - مرگ بر این دولت مردم فریب»، «استثمار، بیکاری، پرچم مایه‌داری»، «مرگ بر مافیا»

### فهرست اجمالی شعارها
- رو به میهن، پشت به دشمن (بی‌بی‌سی فارسی)[۱۹]
- تورم، گرانی، پاسخ بده روحانی (بی‌بی‌سی فارسی)[۱۹]
- خاشقجی رو رها کن، فکری به حال ما کن (بی‌بی‌سی فارسی)[۱۹]
- صداوسیمای مِیلی نمی‌خواهیم (عصر ایران)[۱۸]
- مسئولان بی‌لیاقت نمی‌خواهیم (عصر ایران)[۱۸]
- این همه لشکر اومده، جونش دیگه سراومده (عصر ایران)[۱۸]
- نماینده مجلس، استعفا استعفا (عصر ایران)[۱۸]
- سرمایه‌دار شیاد، نمی‌کنیم اعتماد (عصر ایران)[۱۸]
- وعده دروغ نمی‌خوایم، ما حقمون رو می‌خوایم (عصر ایران)[۱۸]
- عزا عزا است امروز/ کارگر بیچاره صاحب عزا است امروز (رادیو زمانه)[۲۰]
- مرگ بر ستمگر/ درود بر کارگر (رادیو زمانه)[۲۰]
- این همه لشکر آمده/ به عشق کارگر آمده (رادیو زمانه)[۲۰]
- کارگر می‌میرد/ ذلت نمی‌پذیرد (رادیو زمانه)[۲۰]
- دولت، مُختَلِس/پیوندتان مبارک (رادیو زمانه)[۲۲]
- ما کارگرهای فولاد، علیه ظلم و بیداد، می‌جنگیم، می‌جنگیم (بی‌بی‌سی فارسی)[۲۴]
- دولت، مافیا، پیوندتان مبارک (یورونیوز فارسی)[۷]
- همشهری باغیرت حمایت حمایت (بی‌بی‌سی فارسی)[۱۰]
- اسلامو پله کردین، مردمو ذله کردین (رادیو زمانه)[۳۵]
- کارگر هفت‌تپه آزاد باید گردد (رادیو زمانه)[۳۵]
- گرانی، تورم سزای رأی مردم (رادیو زمانه)[۳۵]
- من کاوه آهنگرم، تاب ستم نیاورم (رادیو زمانه)[۳۵]
- سوریه رو رها کن/فکری به حال ما کن (رادیو زمانه)[۳۵]

## پیامدها
در تاریخ ۱۰ آذر ۱۳۹۷، منابع کارگری خبرگزاری کار ایران (ایلنا) در مجتمع کشت و صنعت نیشکر هفت تپه از برکناری مدیریت داخلی این مجتمع پس از گذشت بیست وهفت روز از آغاز اعتراضات صنفی کارگران خبر دادند. طبق این گزارش «رضا مددی» از سمت قائم مقام مدیرعامل مجتمع برکنار و «کیومرث کاظمی» مجددا به‌جای او منصوب شد. با این حال، کارگران ابراز کردند که تغییر مدیریت داخلی مشکل آن‌ها را رفع نخواهد کرد.
در تاریخ چهارشنبه ۱۴ آذر وزارت کار و امور اجتماعی ایران اعلام کرد به قاعده دو ماه از دستمزد معوقه کارگران شرکت فولاد اهواز به آن‌ها پرداخت شد.
در تاریخ دوشنبه ۲۶ آذر و پس از انتشار خبر بازداشت قریب به ۳۱ تن از کارگران معترض فولاد اهواز مسئول عملیات سپاه پاسداران در استان خوزستان از کارگران خواست دست از اعتصاب کشیده و تولید را از سر گیرند. اخباری نیز مبنی بر سفر علی شمخانی دبیر شورای عالی امنیت ملی ایران به خوزستان نیز منتشر شده‌است. محمد حسین باقری، مسئول سپاه استان خوزستان، روز دوشنبه در جمع  کارگرانی که در اعتراض به بازداشت همکاران خود تجمع کرده بودند حضور یافت. باقری کارگران را به آرامش فراخواند و از آن‌ها خواست که تولید را از سر گیرند. به گزارش خبرگزاری ایلنا، این مسئول سپاه پاسداران استان خوزستان در جمع کارگران معترض گفت: «افراد بازداشتی که از بدنه کارگران باشند تا پایان امروز ۲۶ آذر ماه آزاد خواهند شد.»
در تاریخ ۴ دی وکیل مدافع کارگران بازداشت شده مجتمع کشت و صنعت هفت‌ت‌په اعلام کرد که ۱۵ تن از کارگران معترض از اتهامات خود تبرپه شدند.  اتهام این کارگران اخلال در نظم عمومی از طریق تجمع غیرقانونی بود و در این تاریخ با صدور قرار منع تعقیب این کارگران از این اتهام تبرپه شدند. با این وجود وضعیت اتهامات سه بازداشتی دیگر، که شامل اسماعیل بخشی، علی نجاتی و سپیده قلیان می‌شود، همچنان «در حال بررسی» عنوان شده‌است.

## واکنش‌ها

### حامیان
- سندیکای کارگران شرکت واحد اتوبوسرانی تهران و حومه روز سه‌شنبه ۲۹ آبان ۱۳۹۷ در بیانیه‌ای بازداشت کارگران شرکت نیشکر هفت‌تپه را محکوم کرد. پیش از این نیز معلمان، بازاریان و دانشجویان بازداشت کارگران را محکوم و از تجمعات معترضان شرکت نیشکر هفت تپه حمایت کرده بودند.[۶۰]
- جمعی از دانشجویان دانشگاه تهران در روز دوشنبه ۲۸ آبان ۱۳۹۷ با در دست داشتن پلاکاردهایی اعتراض خود را به بازداشت کارگران شرکت نیشکر هفت تپه اعلام کردند.[۶۱]
- جمعی از وکلای دادگستری در ایران ۳۰ آبان با انتشار بیانیه‌ای از «حق اعتراض کارگران» پشتیبانی کرده‌اند. آن‌ها گفته‌اند: «ما وکلای دادگستری ایران، هر نوع فشار، تهدید و بازداشت کارگران و نمایندگان متحصن آنها را غیرقانونی دانسته و محکوم می‌کنیم.» در این بیانیه، که در ایسنا منتشر شده، وکلای دادگستری ضمن اعلام آمادگی برای پذیرش وکالت کارگران، خواهان رسیدگی فوری به خواسته‌های کارگران و «ابطال واگذاری غیرقانونی» شرکت نیشکر هفت‌تپه به بخش خصوصی شده‌اند.[۲۴]
- سازمان دیدبان حقوق بشر روز پنجشنبه اول آذر برابر با ۲۲ نوامبر با انتشار بیانیه‌ای اعلام کرد که مقام‌های جمهوری اسلامی در هفته‌های پیش از این به برخورد با فعالان کارگری و معلمان به خاطر حرکت‌های مسالمت‌آمیز اعتراضی و سازماندهی این اعتراضات شدت بخشیده‌اند. دیده‌بان حقوق بشر در اطلاعیه خود به‌خصوص به اعتصاب سراسری معلمان در شهرهای مختلف ایران و نیز تجمع اعتراضات اعتراضات کارگران شرکت نیشکر هفت‌تپه در آبان اشاره کرده‌است. مایکل پیج، معاون مدیر بخش خاورمیانه و شمال آفریقای دیده‌بان حقوق بشر، در همین رابطه گفت: «مقام‌های ایران معلمان و فعالان کارگری را به خاطر درخواست بحق افزایش دستمزد و اعتراض‌های مسالمت‌آمیزی که جزو حقوق اولیه کارگران است مجازات می‌کنند.»[۶۲]
- کنفدراسیون بین‌المللی اتحادیه‌های کارگری مستقر در کپنهاگ دانمارک، در تاریخ ۱۶ آذر همزمان با روز دانشجو با کارگران و دانشجویان ایرانی اعلام همبستگی کرد. همزمان با اعتراضات کارگری و دانشجویی در ایران، این نهاد با صدور یک قطعنامه فوری از این اعتراضات حمایت کرد. این کنفدراسیون کارگری، در چهارمین کنگره خود که روز جمعه ۱۶ آذرماه برگزار شده‌است، همبستگی خود را با اعتراضات کارگری و دانشجویی اعلام کرد. این قطعنامه که توسط اعضای این نهاد به تصویب رسیده‌است به موجی از اعتصابات و تظاهرات اعتراضی در یک ماه پیش از این در ایران اشاره دارد. این کنفدراسیون نماینده بیش از ۲۰۷ میلیون کارگر از ۱۶۳ کشور است.[۶۳]
- در تاریخ ۲۰ آذر ۱۳۹۷ جمعی از کارگران اهل تهران در روبروی ساختمان مجلس شورای اسلامی واقع در میدان بهارستان به نشانه حمایت از اعتراضات کارگران خوزستان دست به برپایی تجمع زدند. تجمع‌کنندگان خواستار آزادی کارگران بازداشت‌شده شدند.[۳۹]
- رابرت پالدینو، معاون سخنگوی وزارت امور خارجه آمریکا روز دوشنبه ۲۶ آذرماه نسبت به بازداشت کارگران معترض شرکت ملی فولاد اهواز توسط نیروهای امنیتی ایران واکنش نشان داد. او ضمن انتقاد از این بازداشت‌ها در صفحه توئیتر رسمی خود تصریح کرده‌است:« ایالات متحده از خواسته‌های به حق آنها حمایت می کند.ایرانیان شایسته آنند که در آرامش و با عزت زندگی کنند.»[۶۴]

### مخالفان
- صادق آملی لاریجانی، رئیس قوه قضائیه ایران دوشنبه ۵ آذر در جلسه مسئولان عالی قضایی به اعتراضات کارگران در خوزستان واکنش نشان داد. او ادعا کرد که برخی که او آن‌ها را «دشمن» خواند با ایجاد «اغتشاش» قصد «استفاده ابزاری» از مطالبات کارگران را دارند. او گفت: «این‌که عده‌ای این مطالبات را بخواهند و عده‌ای بهانه کنند و نظم و انتظام کشور را به هم بریزند، قابل قبول نیست». لاریجانی همچنین اعلام کرد که با «بر هم زنندگان نظم» برخورد خواهد شد. رسانه رادیو زمانه سخنان او را «تهدید» کارگران تعبیر کرد. با این حال، کارگران نیشکر هفت‌تپه در شوش و کارگران گروه ملی صنعتی فولاد ایران در اهواز روز دوشنبه ۵ آذر به اعتراضات خود ادامه دادند.[۳۴]
- وزارت کار و امور اجتماعی ایران در تاریخ ۳ آذر در خصوص آزاد نشدن اسماعیل بخشی نماینده معترضان، گفت که برای آزادی او کاری نمی‌تواند بکند. کریم یاوری مدیرکل حمایت از مشاغل و بیمه بیکاری این نهاد اعلام کرد که اتهامات بخشی «امنیتی» است. مقام‌های وزارت کار ایران مدعی پایان یافتن اعتراض‌های کارکنان این شرکت شدند، اما اخبار ارسالی حاکی از آن بود که این اعتراض‌ها همچنان ادامه یافتند.[۱۲]
- اداره اطلاعات شهر اهواز وابسته به وزارت اطلاعات جمهوری اسلامی ایران در تاریخ ۱۸ آذر با احضار تعدادی از کارگران شرکت ملی فولاد اهواز آنان را به برخورد امنیتی تهدید کرد. این نهاد به این کارگران گفت اگر این اعتراضات پایان نیابد «به شکلی دیگر با آنان برخورد می‌شود».[۱۳]
- غلامرضا شریعتی، استاندار خوزستان روز سه‌شنبه ۲۷ آذر در میان کارگران معترض شرکت ملی فولاد اهواز حاضر شد. شریعتی از کارگران خواست تا به اعتصاب خودشان پایان داده و تولید را از سر گیرند. این سخنان شریعتی با اعتراض کارگران مواجه شد.[۳][۴]

## حاشیه‌ها

### خودسوزی کارگران
«چهار کارگر، خودسوزی کردند، تنها برای [نگرفتن دستمزدشان یعنی] یک میلیون و دویست هزار تومان! لعنت به این زندگی!» (بخشی از گفتار اعتراضی اسماعیل بخشی در اعتراضات کارگری ۱۳۹۷ خوزستان)

در تاریخ ۲۸ مرداد ۱۳۹۷ جمعی از کارگران شرکت نیشکر هفت‌تپه دست به اعتراض زدند. برخی از این کارگران در مقام اعتراض دست به خودسوزی جمعی زدند. با این وجود دیگر کارگران مانع از خودسوزی همکاران خود شدند. یگان‌های ویژه پلیس ضد شورش به درخواست مدیر مجتمع خوراک دام این شرکت، با گاز اشک‌آور و باتون به کارگران حمله و پنج تن از آن‌ها را دستگیر کردند.

### ساخت فیلم مستند
اتحادیه آزاد کارگران ایران روز چهارشنبه ۲۱ آذر (۳۳امین روز اعتصاب) خبر داد که جعفر پناهی،‌ کارگردان ایرانی، به اهواز رفته‌است تا یک فیلم مستند از اعتراض کارگران گروه ملی صنعتی فولاد ایران بسازد. این تشکل کارگری تصویری از پناهی نیز منتشر کرده که در حال گرفتن فیلم از اعتراض این کارگران است. این تصویر نشان می‌دهد که پناهی در میان معترضان حضور یافته و در حال فیلمبرداری از این اعتراضات بوده‌است. همچنین در این‌باره، پناهی فیلمی از سخنرانی کریم سیاحی، از کارگران گروه ملی صنعتی فولاد ایران در صفحه اینستاگرام خود تحت عنوان «امروز با کارگران فولاد در اهواز» منتشر کرده‌است.

### کنسرت مهدی یراحی
مهدی یراحی در کنسرت هفته اول دی‌ماه ۱۳۹۷ خود به نشانه حمایت از اعتراضات کارگران فولاد اهواز با یونیفورم سازمانی این شرکت به روی صحنه رفت. چند روز بعد از موزیک ویدئوی تک‌آهنگ جدیدش تحت عنوان پاره سنگ انتشار یافت. پاره سنگ، یک اثر ضد جنگ و سیاسی-اجتماعی است که به مشکلات جنگ ایران و عراق می‌پردازد. بلافاصله پس از انتشار، نحوه اجرای این کلیپ مخالفت‌ها و انتقاداتی را برانگیخت. مخالفان ادعا کردند که این ویدئو مغایر با مفاد مجوزی است که یراحی برای انتشار آهنگش دریافت کرده بود. در پی انتشار این کلیپ زمزمه‌های ممنوع‌الکاری یراحی توسط وزارت ارشاد شنیده شد و گفته شد که او موقتاً نمی‌تواند به صحنه برود. در مقابل برخی دیگر معتقدند که واکنش‌های منفی به این کلیپ پیش از آنکه به نفس این کلیپ مربوط باشد، به کنسرت یراحی در همبستگی با کارگران گره می‌خورد. مهدی یراحی در کنسرت دیگری در تاریخ جمعه ۱۴ دی ۱۳۹۷ در واکنش به اخبار ممنوع‌الکاری‌اش توضیحاتی را ارائه کرد. او در این توضیحاتش اظهار کرد روز چهارشنبه از دفتر موسیقی وزارت ارشاد با او تماس گرفته و گفتند که تا اطلاع ثانوی ممنوع‌الکار است. در این رابطه یراحی ادعا کرد که «کار اشتباهی» نکرده‌است که بخاطر آن مشمول ممنوعیت شود. او افزود خودش هنوز نمی‌داند که آیا ممنوع‌الکار است یا نه.

### مرد میدان ساحل کیش
مرد میدان ساحل یا مرد کفن‌پوش جزیره کیش عنوانی است که به مرد کفن‌پوشی گفته می‌شود که در روز سه‌شنبه ۲۷ آذر ۱۳۹۷ در میدان ساحل جزیره کیش دست به برپایی اعتراضی انفرادی زد. ویدئوهایی از اعتراض  و بازداشت او در شبکه‌های اجتماعی بازنشر شد که احساسات عمومی را برانگیخت.
این مرد که پارچه‌ سفیدی پوشیده از شعار بر تن داشت، شعار حمایتی به نفع کارگران زندانی اهل ایران سر می‌داد. او دیواره‌های این میدان را به شعار جاوید شاه منقش کرده بود.  سرانجام علی‌رغم مقاومت در برابر پلیس و شعارهای حمایتی مردم توسط نیروی انتظامی بازداشت شد.

### شکنجه اسماعیل بخشی و سپیده قلیان
در تاریخ ۸ آذر ۱۳۹۷ برخی منابع خبری گزارش دادند که بخشی مورد شکنجه قرار گرفته‌است. بلافاصله پس از آزادی بخشی، اخباری دربارهٔ جزئیات مربوط به شکنجه او در توئیتر منتشر شد. شاهد علوی، روزنامه‌نگار در این رابطه مصاحبه‌ای با یکی از بستگان بخشی انجام داد و فایل صوتی آن را در فضای مجازی منتشر کرد. در این مصاحبه از قول این خویشاوند ادعا می‌شود که بخشی هدف عمل شکنجه به وسیله ضرب و شتم شدید بوده‌است. بر اساس این گفته‌ها این ضرب و شتم‌ها با باتوم صورت گرفت و بخشی از ناحیه بیضه‌گاه دچار ضرب‌دیدگی شد؛ به شکلی که به سختی قادر به نشستن بود. این روزنامه‌نگار افزود که در زندان به او داروهای آرام بخش و اعصاب تجویز و تزریق می‌شده که منجر به تهوم‌زایی می‌شوند.
اسماعیل بخشی روز جمعه ۱۴ دی‌ماه ۱۳۹۷ با انتشار یادداشتی در صفحهٔ شخصی اینستاگرامش، ضمن تأیید شکنجه‌اش در زندان، سید محمود علوی وزیر اطلاعات ایران را به مناظره‌ای در یک برنامهٔ تلویزیونی در مورد شکنجه زندانیان در زندان‌ها دعوت کرد.

بخشی در این یادداشت از شنود تلفنی خود و خانواده‌اش توسط نهادهای امنیتی خبر داد. او در بخش اول این نوشته به شکنجه‌های شدید جسمی و روانی خودش و سپیده قلیان در روزهای اول بازداشت اشاره کرده‌است:
در روزهای اول بدون دلیل یا هیچ حرفی تا سر حد مرگ مرا شکنجه و زیر مشت و لگد گرفتند که تا ۷۲ ساعت در سلولم از جایم نمی‌توانستم تکان بخورم و آنقدر زده بودند که حتی از تاب درد خوابیدن هم برایم زجز آور بود و امروز پس از گذشت تقریبا دوماه از آن روز سخت در دنده‌های شکسته‌ام، کلیه‌ها، گوش چپم و بیضه‌هایم احساس درد می‌کنم. جالب اینکه شکنجه‌گران خود را سرباز گمنام امام زمان می‌نامیدند اما به بنده و خانم قلیان انواع اقسام فحش‌های رکیک جنسی می‌دادند و ایشان راهم کتک می‌زدند.— اسماعیل بخشی، در صفحه اینستاگرامش

#### واکنش‌ها به خبر شکنجه
جمعی از وکلای دادگستری اهل ایران، در تاریخ ۸ آذر ۱۳۹۷ و پس از انتشار اخبار مربوط به شکنجه اسماعیل بخشی در بیانیه‌ای این اقدام را محکوم کردند. آن‌ها در متن این بیانیه به قوانینی همچون اصول هشتم، بیست‌ودوم، سی‌وچهارم، سی‌وهفتم و سی‌وهشتم قانون اساسی جمهوری اسلامی ایران، ماده‌های ۱۶۹ و ۵۷۸ قانون مجازات اسلامی، ماده ۳۵ قانون مجازات نیروهای مسلح، ماده ۵ اعلامیه جهانی حقوق بشر، کنوانسیون‌های چهارگانه ژنو ۱۹۶۶ و ۱۹۷۳ و ماده یک کنوانسیون منع شکنجه سال ۱۹۸۴ استناد کردند. این وکلای دادگستری با استناد به این قوانین ملی و بین‌المللی خواستار حفظ حقوق انسانی بازداشت‌شدگان از جمله اسماعیل بخشی و منع هرگونه شکنجه شدند. همچنین این وکلا در متن این بیانیه اعتراض کارگران هفت تپه را «مشروع و قانونی» خواندند.
در این تاریخ خبرگزاری کار ایران-ایلنا (وابسته به دولت) نیز تأیید کرد که اسماعیل بخشی «در اثر ضربه» به بیمارستان منتقل شده‌است. با این وجود، در روز ۸ آذر استاندار و مقامات قضائی خوزستان خبر شکنجه اسماعیل بخشی را به شدت تکذیب کردند. استاندار خوزستان مدعی شد که بخشی در سلامت کامل به سر می‌برد.
همچنین در این روز، رئیس دادگستری شوش، جعفری چگینی نیز این خبر را تکذیب کرد و مدعی شد بخشی در سلامت کامل است. او خبر شکنجه بخشی را خبری «کذب» خواند که توسط به گفته او «رسانه‌های معاند» منتشر شده‌اند. او ضمن تکذیب این خبر، رسانه بی‌بی‌سی فارسی (که این خبر را منتشر کرده بود) را «بنگاه دروغ‌پراکنی» خوانده و تجمعی که بخشی در آن دستگیر شده بود را نیز «غیرقانونی» نامید.
اندکی پس از تکذیب خبر شکنجه توسط مقامات خوزستان، سندیکای کارگران نیشکر هفت تپه، در کانال تلگرامی خود تکذیب این خبر را ناشی از «بی اطلاعی» مقامات از وضعیت اسماعیل بخشی یا احتمال «وجود انگیزه‌های دیگر» دانست. همچنین این سندیکا بر اساس آنچه «اخبار موثق واصله» خواند، خبر داد که «ضربات زیادی» به صورت بخشی وارد شده‌است.
در مقابل سندیکای کارگران شرکت واحد اتوبوسرانی تهران و حومه در طی صدور یک اطلاعیه خبر شکنجه بخشی را «موثق» خواند و آن را محکوم کرد. این سندیکای کارگری در این اطلاعیه از مقامات خواستار آزادی اسماعیل بخشی و منع هر نوع شکنجه او شد. این نهاد کارگری، در این اطلاعیه خود ضمن اینکه اعتصاب و اعتراض کارگران را «حق مسلم» آنان دانسته، تأکید کرده که هیچ کارگری نباید به دلیل اعتصاب صنفی بازداشت، مورد ضرب و شتم، آزار، تعقیب یا شکنجه قرار گیرد. در این اطلاعیه مورخ ۹ آذر ۱۳۹۷ آمده‌است:
سندیکای کارگران شرکت واحد اتوبوسرانی تهران و حومه بار دیگر ضرب و شتم و اعمال خشونت بر اسماعیل بخشی را قویا محکوم می‌کند و خواهان آزادی فوری و بی‌قید و شرط ایشان می‌باشد. همچنین تمامی پرونده‌های قضایی گشوده شده برای سایر نمایندگان کارگران شرکت کشت و صنعت نیشکر هفت‌تپه باید بسته و منع تعقیب این نمایندگان صادر گردد. البته کارگران نیشکر هفت تپه به درستی و با اتحاد و اعتصاب، برای آزادی اسماعیل بخشی و تحقق دیگر خواسته‌های خود دست از اعتراض بر حق خود برنداشته‌اند.— سندیکای کارگران شرکت واحد اتوبوسرانی تهران و حومه، 
در تاریخ سه‌شنبه ۱۳ آذر ۱۳۹۷، سندیکای کارگران نیشکر هفت‌تپه گزارشی از وضعیت سلامتی اسماعیل بخشی و سپیده قلیان (فعال مدنی) منتشر کرد. این تشکل ضمن هشدار نسبت به وضعیت جسمانی این دو زندانی - که بیش از دوهفته از بازداشت آن‌ها می‌گذرد - در اینباره ابراز نگرانی کرد. در این گزارش آمده‌است که این زندانیان در ملاقات‌هایی که با خانواده خود داشتند قادر به تشخیص زمان جاری و اینکه در چه وقتی از شبانه‌روز به‌سر می‌برند نبودند. همچنین در این گزارش وضعیت جسمانی بخشی «وخیم» اعلام شده و ذکر شده که آثار کبودی در پیشانی او مشاهده شده‌است. در همان تاریخ رسانه صدای آمریکا با انتشار گفته‌هایی از قول یک منبع که نخواست نامش فاش شود، خبر شکنجه بخشی را «موثق» خواند. این منبع همچنین ادعا کرد که خانواده این دو زندانی ضمن ملاقات خود آثار شکنجه را مشاهده کردند. به گفته این منبع اسماعیل بخشی و سپیده قلیان (تا این تاریخ) در زندان انفرادی به‌سر بردند و وضعیت جسمانی بخشی «وخیم» بوده‌است.
محمد کاظمی نماینده و عضو کمیسیون قضایی و حقوقی مجلس شورای اسلامی به این اظهارات بخشی واکنش نشان داد. او در گفتگو با خبرگزاری کار ایران (ایلنا) اظهار کرد که شکنجه مطابق با قانون اساسی جمهوری اسلامی ایران ممنوع است، از این‌رو باید برای ادعاهای بخشی در کمیسیون قضایی مجلس تشکیل پرونده قضائی صورت گرفته و این ادعا بررسی شود. کاظمی افزود که در صورت اثبات ادعاهای بخشی افراد متهم باید فراخوانده شوند.
غلامرضا شریعتی استاندار خوزستان در گفتگو با جماران بار دیگر اخبار مرتبط با شکنجهٔ اسماعیل بخشی در زندان را تکذیب کرد. او در این گفتگو مدعی شد که دستگاه‌های ذیربط مدارک و مستنداتی دارند که نشان می‌دهد هیچ‌ شکنجه‌ای در کار نبوده‌است. شریعتی پیش‌تر هم مدعی شده بود که بخشی در سلامت کامل به‌سر می‌برد و اخبار وخامت حال او را رسانه‌هایی که او آن‌ها «معاند» خواند، با «جوسازی» منتشر کرده‌اند.
انتشار این نامه، واکنش کاربران اینترنت و شبکه‌های اجتماعی را نیز در پی داشت.

این واکنش‌ها مملو از خشم و اندوه این کاربران نسبت به این موضوع بود. در میان این کاربران اسامی فعالان مدنی و برخی از زندانیان سیاسی سابق و فعالان سیاسی همچون صادق زیباکلام دیده‌ می‌شود. این فعالان عملکرد حسن روحانی و محمود علوی را در این رابطه مورد انتقاد خود قرار داده‌اند.